# Hieromneme
A la mitologia grega,  Hieromneme  (grec antic Ἱερομνήμη,  Hieromnēme ) era una nàiade filla del déu-riu Simois. Es va casar amb Assàrac i el fill d'ambdós va ser Capis. Mitjançant la descendència del seu fill, que era pare d'Anquises, era la besàvia d'Eneas. Dionís d'Halicarnàs diu que era filla d'Assàrac, esposa de Capis i mare d'Anquises.